# Vietnamitas
O povo vietnamita (em vietnamita: người Việt ou người Kinh) é um grupo étnico originário do que atualmente é o norte do Vietnã e o sul da República Popular da China. É o grupo étnico majoritário na atual República Socialista do Vietnã, compondo 86% da sua população (de acordo com o censo de 1999), onde são conhecidos oficialmente como Kinh, para distingui-los dos outros grupos étnicos do Vietnã.
Embora sejam rotulados tanto geográfica como linguisticamente como pertencendo ao Sul da Ásia, longos períodos de influência e dominação pelo povo han acabaram deixando-os mais próximos ao Leste da Ásia, ou, mais especificamente, aos seus vizinhos do norte, a população do Sul da China e outras tribos próximas à região.
Estudos genéticos nas últimas décadas mostraram que a população vietnamita exibe traços genéticos que são muito próximos e/ou idênticos àqueles das populações do Sul da China, com a exceção de sete traços distintos. Os resultados destes exames indicaram uma origem genética dupla da população vietnamita, a partir das populações chinesa e tailandesa.

## Origens
De acordo com as lendas locais, o primeiro vietnamita descendia do soberano dragão, Lạc Long Quân, e do espírito celestial feminino, Âu Cơ. Os dois se casaram e produziram cem ovos, dos quais saíram cem crianças. Seu filho mais velho, Hùng Vương, reinou como o primeiro rei do Vietnã.
Já os indícios históricos indicam que os antecessores do povo vietnamita teriam emigrado da região sul da China até o Delta do Rio Vermelho, onde se misturaram com a população local.[carece de fontes?]
Em 258 a.C., An Dương Vương fundou o reino de Âu Lạc, no atual norte do Vietnã. Em 208 a.C., Chao Tuo (conhecido como Triệu Đà em vietnamita), um antigo general chinês da dinastia Chin, aliou-se aos líderes dos yue, no atual território de Guangdong, e declarou-se rei. Derrotou An Dương Vương e uniu Âu Lạc com os territórios do sul da China, chamando o seu reino de Nam Việt, ou "Yue do Sul", onde Nam significa "sul", e Việt é cognato a Yue, pronúncia no chinês antigo e nalguns dialetos do sul da China (o termo era utilizado em bai yue ("cem yue"), para se referir aos diversos povos da região).

## Diáspora
Originários do norte do Vietnã e do sul da China, os vietnamitas conquistaram boa parte das terras que pertenciam ao Reino Champa e ao Império Khmer, ao longo dos séculos. Atualmente são o grupo étnico dominante na maioria das províncias do Vietnã, e constituem uma parcela significativa da população do Camboja. Neste país, foram extremamente perseguidos pelo regime do Khmer Rouge; dezenas de milhares foram assassinados em massacres organizados pelo governo militar, e a maioria dos sobreviventes migrou para o Vietnã.
Durante o século XVI, alguns vietnamitas migraram para a Tailândia e a China. Na Tailândia estão atualmente distribuídos nas províncias Isan, como Nakhon Phanom ou Mukdahan; na China, embora já tenham sofrido um processo de sinicização, seus descendentes ainda falam o idioma vietnamita, e formam o povo gin, que está entre os grupos minoritários reconhecidos pelo governo da República Popular da China, estabelecidos na província de Guangxi e em seus arredores.
Quando os franceses deixaram o Vietnã, em 1954, muitos vietnamitas emigraram para a França, onde já existia uma minoria étnica vietnamita pelo menos desde o final da Primeira Guerra Mundial. Como resultado da partição do país entre o Vietnã do Norte e o Vietnã do Sul, cerca de um milhão de vietnamitas abandonaram as regiões do norte para o sul, fugindo da perseguição comunista, enquanto um número menos de habitantes do sul se uniu espontaneamente às forças do norte.
O fim da Guerra do Vietnã fez com que mais vietnamitas abandonassem seu país. Os seis países que mais aceitaram refugiados vietnamitas foram os Estados Unidos, o Canadá, a Grã-Bretanha, a França, a Alemanha Ocidental e a Austrália. Dezenas de milhares também foram enviados para estudar e trabalhar na Europa do Leste e acabaram por se estabelecer naqueles países, a grande maioria provenientes do norte ou daqueles que permaneceram no Vietnã unificado pós-1975.

## Anamitas
Os anamitas foram um povo semi-nômade que vivia no sopé das montanhas de Anam, também conhecidas como Montanhas Anamitas. A região está localizada na parte mais oriental da península da Indochina.